# Vier berühmte Teebüsche des Wuyi-Gebirges

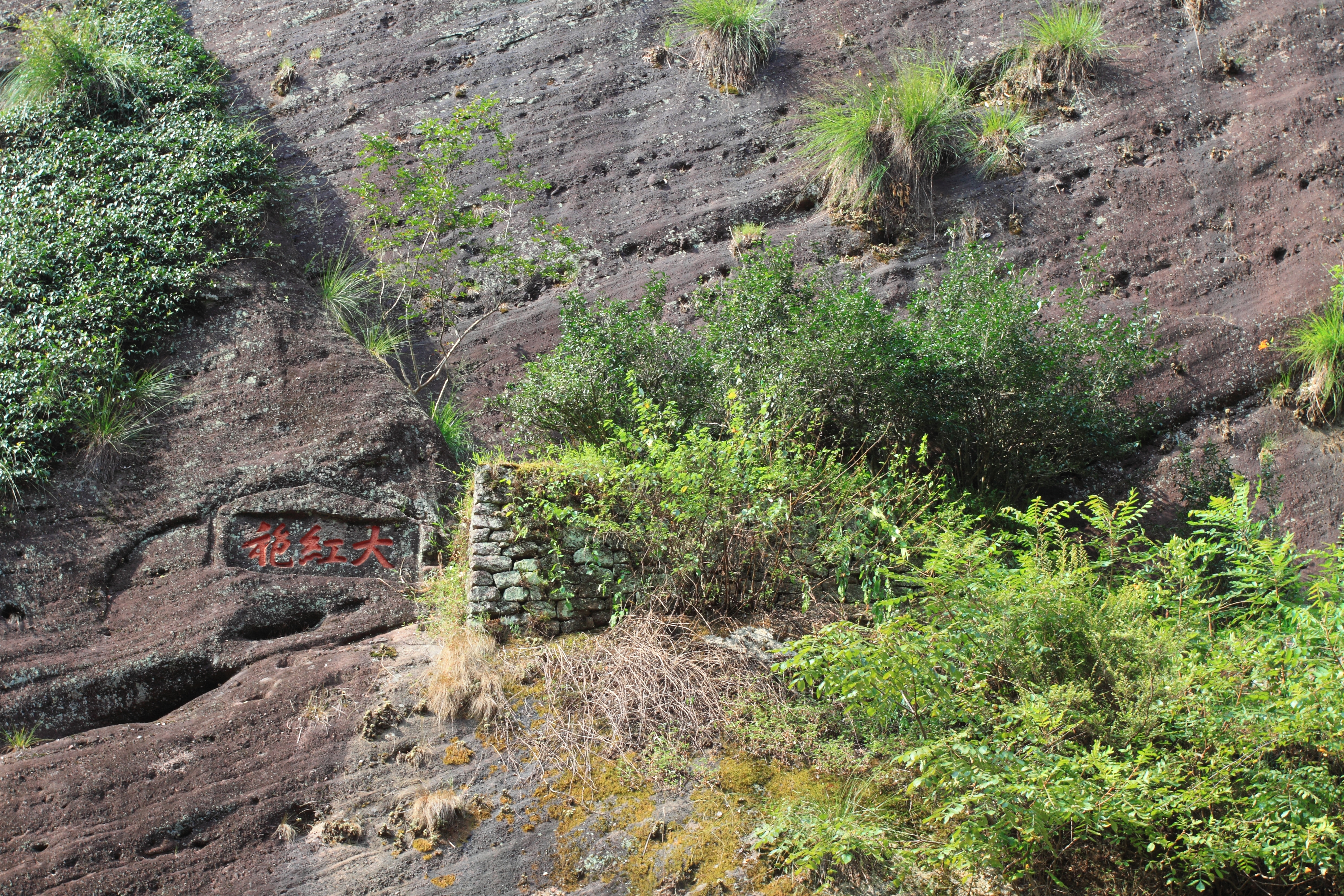
Alte Da-Hong-Pao-Teebüsche im Wuyi-Gebirge

Die Vier berühmten Teebüsche (chinesisch 四大名欉, Pinyin sì dà ming cong – „Vier Große Büsche“) des Wuyi-Gebirges sind die Ursprungspflanzen von vier Cultivaren des Teestrauchs (Camellia sinensis) aus dem Norden der chinesischen Provinz Fujian. Wuyi-Tees oder Steintees (岩茶,  yán chá) gelten als die Teesorten, aus denen erstmals in der Geschichte Oolong-Tee hergestellt wurde. Die Bezeichnung ist seit der Zeit der Ming-Dynastie nachweisbar, möglicherweise aber älter.

## Teesorten
Folgende Teesorten stammen von den „Vier berühmten Teebüschen“ ab:
- Shui Jin Gui
- Tie Luo Han
- Bai Ji Guan
- Da Hong Pao

## Botanische Besonderheiten
Die etwa 300 Jahre alten Büsche sind so gezogen, dass ihre Äste aus einem einzigen Stamm entspringen, während die Teepflanze sonst dazu neigt, mehrere Stämme auszubilden. Sie produzieren deshalb wenige und eher große Blätter. Durch vegetative Vermehrung über Stecklinge wurden seit den 1980er Jahren die Teebüsche jeder Varietät vermehrt und in Teeplantagen angebaut. 
Die noch lebenden alten Teepflanzen werden heute als Naturdenkmäler geschützt und ihre Blätter nicht mehr gepflückt.

## Genetische Verwandtschaft
Genetischen Analysen zufolge sind die Cultivare, aus denen Bai-Ji-Guan-Tee gewonnen wird, eng verwandt mit denen des Da-Hong-Pao-Tees.